# 5935 Ostankino
5935 Ostankino è un asteroide della fascia principale. Scoperto nel 1977, presenta un'orbita caratterizzata da un semiasse maggiore pari a 2,6085772 UA e da un'eccentricità di 0,0952189, inclinata di 13,89632° rispetto all'eclittica.